# Luigi Agnesi

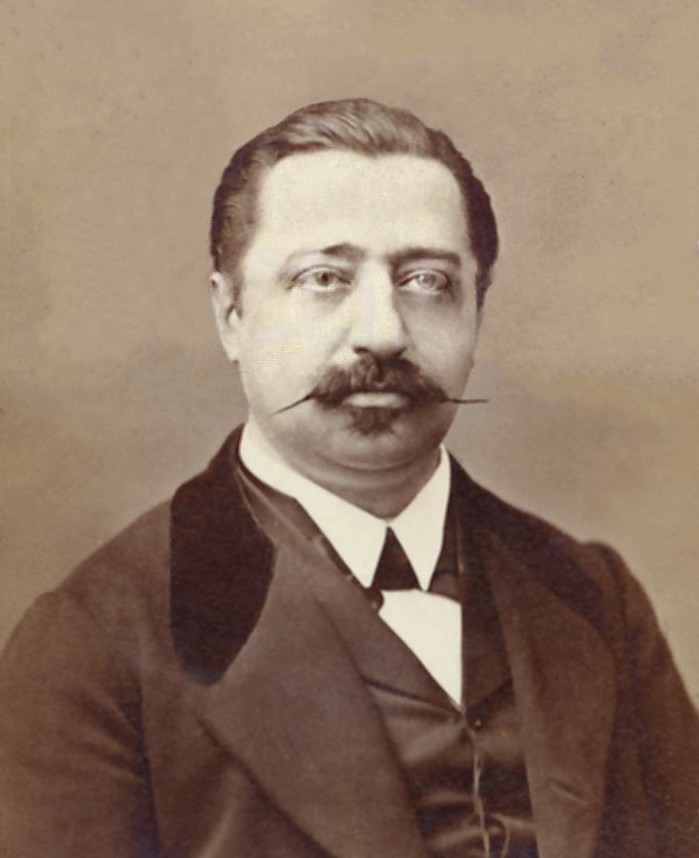
Luigi Agnesi

Luigi Agnesi, eigentlich Louis Ferdinand Léopold Agniez, (* 17. Juli 1833 in Erpent, Namur; † 2. Februar 1875 in London) war ein belgischer Opernsänger der Stimmlage Bass, Dirigent und Komponist.

## Leben und Werk
Agnesi studierte zunächst am Brüsseler Konservatorium Musik. Er wirkte dann als Kapellmeister an der Brüsseler Katharinenkirche und als Vereinsdirigent in Brüssel. Nach der wenig erfolgreichen Aufführung seiner Oper Harmold le Normand von 1858 gab er seine Laufbahn als Komponist zunächst auf. Agnesi nahm dann in Paris ein Gesangsstudium bei Gilbert Duprez auf. Er ließ sich darauf in London nieder, ging dort verschiedene künstlerische Engagements ein. Er machte sich dort vor allem als Händel-Sänger einen Namen. In seinen späten Jahren komponierte er wieder Lieder und Motetten.